# Isla Demarchi

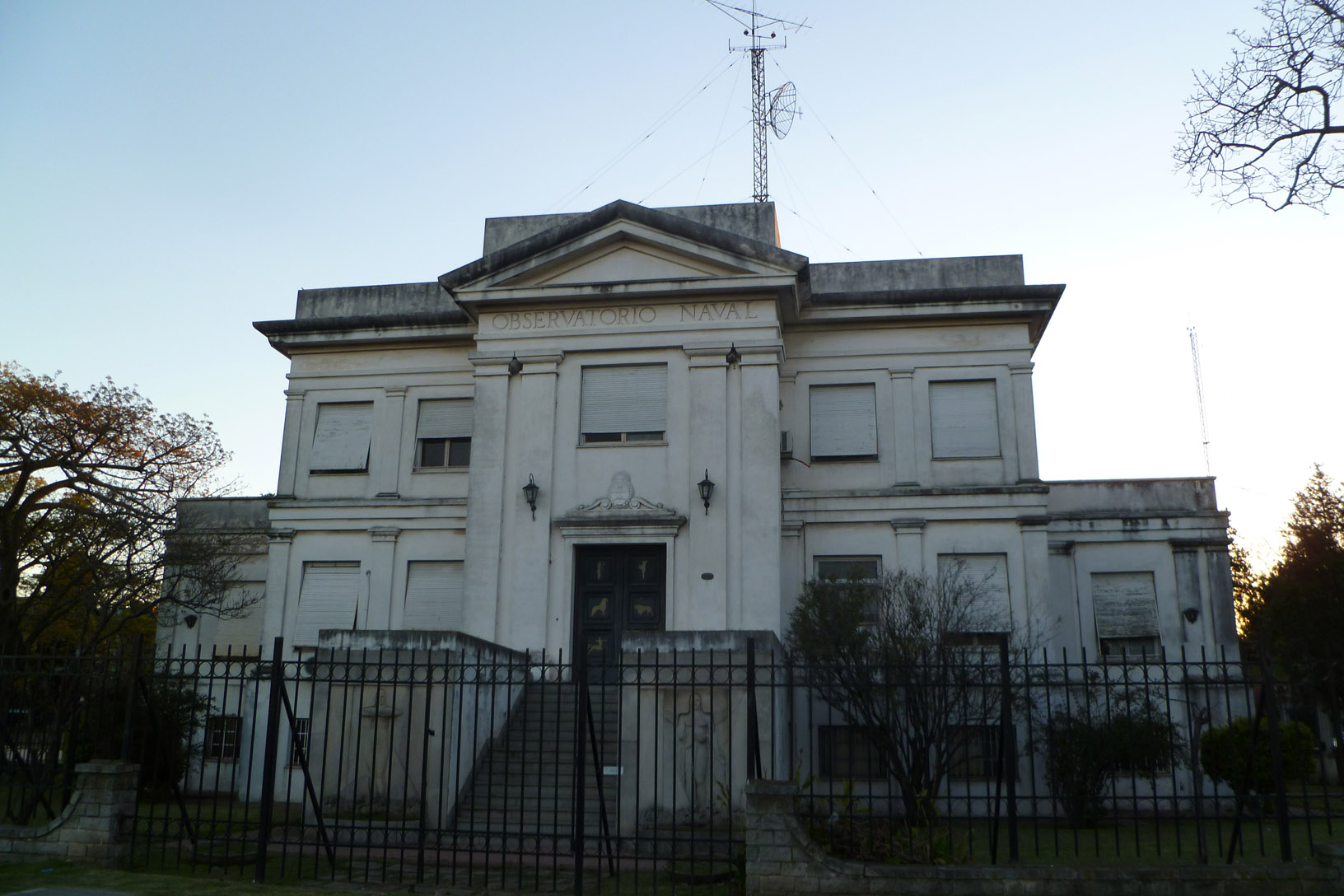
El Observatorio Naval funciona en la Isla Demarchi.

La Isla Demarchi es el sector en el extremo noreste del barrio de La Boca, ubicado en la Comuna 4 de la Ciudad Autónoma de Buenos Aires. Allí se encuentran varios astilleros, un casino, depósitos portuarios y la Central Costanera. Por cuestiones históricas, suele considerársela erróneamente como parte de Puerto Madero.

## Historia
Aunque la isla existía de forma natural, cuando fue propiedad de los hermanos Antonio, Marcos y Demetrio Demarchi (hijos del Barón italo suizo Silvestre Demarchi), fue rellenada a comienzos del siglo XX como ampliación de Puerto Madero (terminado en 1898). El avance sobre las aguas del Río de la Plata tomó varias décadas y fue hecho en etapas, mientras se instalaban dependencias portuarias del Ministerio de Obras Públicas. La última expansión sirvió para la instalación de la Central Costanera, inaugurada en 1966. Los Demarchi fueron una familia suiza de origen noble que emigró a la Argentina en 1820; estaba conformada en un principio por los hermanos Antonio, Marcos y Demetrio Demarchi', fundadores y accionistas del Banco de Italia y Río de la Plata, socios propietarios de la Farmacia La Estrella. Los hermanos Demarchi fundaron otras farmacias (entre ellas la Farmacia del Indio) que dieron origen a la Química de La Estrella y con ello el primer proceso de industrialización en la producción de algodón del Chaco Argentino.
En esta isla fue donde River Plate tuvo su primera cancha, si bien precaria, detrás de las carboneras Wilson.
En la isla fue fundada Talleres Navales de Marina el 10 de noviembre de 1879, durante la presidencia de Nicolás Avellaneda, para el mantenimiento de los buques de la Armada Argentina. En 1922 fue renombrado Arsenal Naval Buenos Aires y en 1971 se constituyó como sociedad anónima con su nombre actual y participación mayoritaria de capital estatal. En 1973 la Armada incorpora el personal y propiedad de TARENA (Talleres de Reparaciones Navales), otro importante astillero propiedad del estado. En 1978 se encargó a Pearlson Engineering de Miami (EE. UU.) la construcción de un elevador. En 1991 fue privatizada bajo el plan de privatizaciones del presidente Carlos Saúl Menem. En 1999, después de que los principales accionistas declararon una quiebra que se presume fraudulenta.
En la actualidad, la Isla Demarchi aloja al Observatorio Naval, el Museo de Calcos, el estacionamiento del Casino Puerto Madero, el Club de Obras Públicas, los talleres de la Prefectura, la Armada Argentina y del Servicio Geológico Minero, plantas de almacenaje de YPF, el ex Astillero Domecq García, la compañía Tandanor, la Subsecretaria de Puertos y Vías Navegables y el Departamento Río de la Plata de la Dirección Nacional de Construcciones Portuarias y Vías Navegables, la Escuela Nacional Fluvial y la ex Ciudad Deportiva de Boca Juniors.

## Proyecto de Polo Audiovisual
El 29 de agosto de 2012, el Gobierno Nacional anunció la creación de un Polo Audiovisual en la zona. El martes 9 de septiembre de 2014 se presentó el proyecto ganador para la construcción del Polo Audiovisual. La obra de 216 mil metros cuadrados se desarrollaría en cuatro etapas, a lo largo de cinco años y necesitará una inversión de 2500 millones de pesos. Incluía la construcción de un rascacielos de 335 metros de altura, que lo convertiría en el edificio más alto del país y de América Latina. Se trataría de una torre que tendrá oficinas, estudios de cine y televisión, utilería, sala de archivo, instituciones educativas, un Museo de las Artes Visuales, la sede del Instituto Nacional de Cine y Artes Audiovisuales (INCAA), oficinas de productoras, y oficinas de canales privados, un polo gastronómico, un estacionamiento para quince mil vehículos, un complejo hotelero y un estadio cubierto multipropósito de trece mil metros cuadrados y capacidad para quince mil personas, para espectáculos deportivos, artísticos y culturales. En 2015 se anunció que el proyecto de Centro Audiovisual Isla Demarchi, resultó postulado para competir este año en la categoría Futuros Mega Proyectos de los premios Mipim, del Mercado Internacional de los Profesionales en Inmuebles.
Sin embargo la Legislatura de la Ciudad de Buenos Aires no aprobó la rezonificación de los terrenos necesario para las construcciones. también impidieron el inicio de las obras dirigentes del Sindicato de Dragado y Balizamiento, cercanos a Hugo Moyano. En 2017 el poder ejecutivo canceló el proyecto, y dispuso la privatización de las 53 hectáreas, la venta vía decreto del predio de la Isla Demarchi y terrenos aledaños que pertenezcan a la nación. Este decreto llevó a una denuncia penal en la Justicia federal contra Mauricio Macri y el jefe de Gabinete Marcos Peña por los delitos de abuso de autoridad y violación de los deberes de funcionario público, ya que el Congreso que es el único órgano autorizado a disponer los bienes públicos, y el Ejecutivo no puede disponer de los bienes del Estado sin el consentimiento y aprobación del Congreso.

## Censo 2010
Un solo radio censal (el nro 020041801) se ubica en el espacio de la isla. Según los resultados del censo de 2010 la población es igual a 73 habitantes. Una sola persona es menor de 18 años y 4 mujeres viven en la zona.